# Membres de l'Ordre national du Québec, par ordre alphabétique G
L'article contient une liste des membres de l'Ordre national du Québec. En 2011, il y a 810 personnes en tout qui font partie de cet ordre.
| \| Listes des membres de l'Ordre national du Québec \|            |
| A B C D E F G H I J K L M N O P Q R S T U V W X Y Z Non canadiens |
| Listes des membres de l'Ordre national du Québec                  |

| Nom                         | Grade          | Année | Occupation                                                                                 |
| Marcel Gagnon               | Officier       | 1991  | scientifique et professeur                                                                 |
| Jean-Louis Gagnon           | Chevalier      | 1994  | journaliste                                                                                |
| Charles F. Gagnon           | Chevalier      | 1994  | peintre                                                                                    |
| Claudette Gagnon Dionne     | Chevalière     | 1996  | bénévole                                                                                   |
| France Gagnon Pratte        | Officière      | 2005  | présidente du Conseil des monuments et sites du Québec                                     |
| Claude Galarneau            | Chevalier      | 1996  | professeur et historien                                                                    |
| Richard Garneau             | Chevalier      | 2000  | journaliste                                                                                |
| Louis Garneau               | Chevalier      | 1997  | cycliste et homme d'affaires                                                               |
| Jeannine Gaudet-Brault      | Chevalière     | 1993  | bénévole                                                                                   |
| Françoise Gaudet-Smet       | Chevalière     | 1985  | journaliste, animatrice et auteure                                                         |
| Gabrielle Gaudreault        | Chevalière     | 2001  | bénévole                                                                                   |
| Roger Gaudry                | Grand officier | 1992  | scientifique                                                                               |
| Jean Gaulin                 | Officier       | 2004  | homme d'affaires                                                                           |
| Paule Gauthier              | Officière      | 2001  | avocate et administratrice                                                                 |
| Gratien Gélinas             | Chevalier      | 1985  | auteur, dramaturge, directeur, producteur et administrateur                                |
| Jean-Denis Gendron          | Officier       | 1992  | linguiste et professeur                                                                    |
| Jacques Genest              | Grand officier | 1991  | spécialiste des hormones                                                                   |
| Paul Gérin-Lajoie           | Grand officier | 1998  | politicien                                                                                 |
| Jean Gérin-Lajoie           | Chevalier      | 1985  | syndicaliste                                                                               |
| Daniel Germain              | Chevalier      | 2007  | travailleur social                                                                         |
| Michel Gervais              | Officier       | 1999  | universitaire                                                                              |
| Ratna Ghosh                 | Officière      | 2005  | sociologue                                                                                 |
| Aurélien Gill               | Chevalier      | 1991  | chef amérindien et un sénateur canadien                                                    |
| Alice Girard                | Chevalière     | 1995  | première femme à occuper le poste de doyen de l'Université de Montréal                     |
| Jacques Godbout             | Chevalier      | 1998  | écrivain et cinéaste                                                                       |
| Serge Godin                 | Officier       | 2007  | gestionnaire                                                                               |
| Alan B. Gold                | Officier       | 1985  | juge                                                                                       |
| Phil Gold                   | Officier       | 1989  | physicien                                                                                  |
| Sheila Goldbloom            | Chevalière     | 2008  |                                                                                            |
| Victor C. Goldbloom         | Officier       | 1991  | médecin et politicien                                                                      |
| Thérèse Gouin Décarie       | Officière      | 1994  | psychologue                                                                                |
| Éric Gourdeau               | Chevalier      | 1995  | ingénieur-forestier et économiste                                                          |
| Jacques Grand'Maison        | Officier       | 1996  | sociologue, théologien, prêtre et écrivain                                                 |
| Gisèle Gravel               | Chevalière     | 2008  |                                                                                            |
| Harold Greenberg            | Chevalier      | 1992  | fondateur d'Astral Communications                                                          |
| Laure-Anna Grégoire         | Chevalière     | 1996  | femme d'affaires                                                                           |
| Hélène Grenier              | Officière      | 1989  | directrice des bibliothèques scolaires de la Commission des écoles catholiques de Montréal |
| Louis Grenier               | Chevalier      | 2006  | fondateur de Kanuk                                                                         |
| Yvonne-Marie-Émilie Grignon | Chevalière     | 1991  | infirmière                                                                                 |
| Gabrielle-B. Grimard        | Chevalière     | 1993  | femme d'affaires                                                                           |
| Henri Grondin               | Chevalier      | 2008  |                                                                                            |
| Joseph Guanish              | Chevalier      | 2007  | chef autochtone                                                                            |
| Jeannine Guillevin Wood     | Officière      | 1999  | femme d'affaires                                                                           |
| Roger Guindon               | Officier       | 1996  | ancien recteur de l'université d'Ottawa                                                    |
| Jeannine Guindon            | Chevalière     | 1990  | professeure de psychologie                                                                 |